# 德普科技
德普科技發展有限公司，簡稱德普科技發展，以及德普科技（英語：Tech Pro Technology Development Limited，港交所：3823），在1993年由顏奇旭創立。
業務主要從事製造及銷售鋁電解電容器。總部位於江蘇省常州市鄒區鎮。而股份在2007年9月6日，於香港交易所主板上市。以「Chang」品牌。
2015年2月，德普科技公布計劃收購索察足球會。

## 連結
- TechProTD.com （页面存档备份，存于）